# Hans Peter Hannighofer
Hans Peter Hannighofer (17 ottobre 1997) è un bobbista ed ex discobolo tedesco.

## Biografia
Ha praticato l'atletica leggera a livello nazionale nel lancio del disco, disciplina nella quale partecipò ai campionati nazionali under 23 nel 2016, e sino al livello juniores anche nel getto del peso e negli ostacoli. 
Gareggia nel bob dal 2018 come pilota per la squadra nazionale tedesca e debuttò in Coppa Europa nel gennaio del 2019, competizione nella quale giunse terzo nella classifica generale del bob a due al termine della stagione 2020/21. Si distinse nelle categorie giovanili conquistando una medaglia d'oro ai mondiali juniores, vinta nel bob a due ad Sankt Moritz 2021, più due d'argento colte nella categoria under 23 a Winterberg 2020 in entrambe le specialità. Vinse inoltre due medaglie di bronzo nel bob a due agli europei juniores, ottenute nelle edizioni di Sigulda 2019 e Schönau am Königssee 2021, mentre a a Innsbruck 2020 vinse l'oro a quattro e il bronzo a due nella categoria under 23.
Esordì in Coppa del Mondo nell'annata 2020/21, il 19 dicembre 2021 a Innsbruck, dove chiuse la gara di bob a due al quarto posto; centrò il suo primo podio il giorno successivo nella stessa località, cogliendo la terza piazza nella gara biposto in coppia con Marcel Kornhardt. Detiene quale miglior piazzamento in classifica generale il diciottesimo posto nel bob a due.

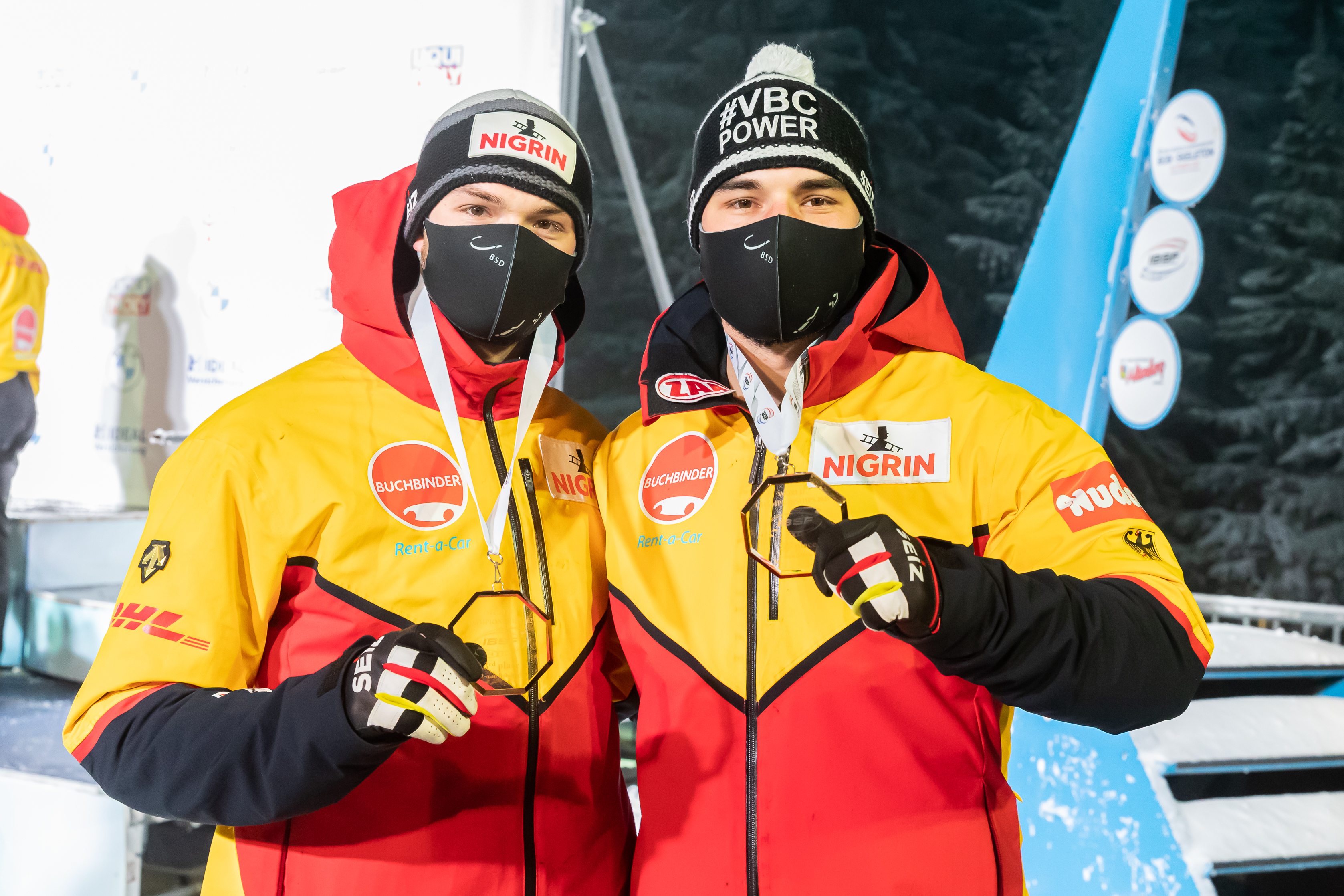
Hannighofer (a destra) e Christian Röder con al collo la medaglia di bronzo mondiale vinta nel bob a due ad Altenberg 2021

Prese parte ai campionati mondiali di Altenberg 2021, dove vinse al debutto la medaglia di bronzo nel bob a due in coppia con Christian Röder.

## Palmarès

### Mondiali
- 1 medaglia:
  - 1 bronzo (bob a due ad Altenberg 2021).

### Mondiali juniores
- 1 medaglia:
  - 1 oro (bob a due a Sankt Moritz 2021).

### Mondiali juniores under 23
- 2 medaglie:
  - 2 argenti (bob a due, bob a quattro a Winterberg 2020).

### Europei juniores
- 2 medaglie:
  - 2 bronzi (bob a due a Sigulda 2019; bob a due a Schönau am Königssee 2021).

### Europei juniores under 23
- 2 medaglie:
  - 1 oro (bob a quattro a Innsbruck 2020);
  - 1 bronzo (bob a due a Innsbruck 2020).

### Coppa del Mondo
- Miglior piazzamento in classifica generale nel bob a due: 18º nel 2020/21.
- 1 podio (nel bob a due):
  - 1 terzo posto.

### Coppa Europa
- Miglior piazzamento in classifica generale nel bob a due: 3º nel 2020/21.
- Miglior piazzamento in classifica generale nel bob a quattro: 9º nel 2019/20.
- Miglior piazzamento in classifica generale nella combinata maschile: 6º nel 2019/20.
- 7 podi (5 nel bob a due, 2 nel bob a quattro):
  - 4 vittorie (tutte nel bob a due);
  - 3 terzi posti (1 nel bob a due, 2 nel bob a quattro).